# Jack Darcus
Jack Darcus (* 22. Februar 1941 in Vancouver) ist ein kanadischer Filmregisseur, Drehbuchautor, Schriftsteller und Maler.
Darcus studierte bis 1963 bildende Kunst und Philosophie an der University of British Columbia. Er hatte danach als Maler zahlreiche Ausstellungen in kanadischen Galerien, ab den 1970er Jahren auch in Europa und den USA. Great Coups of History (1968) war der erste von acht Spielfilmen, die er drehte, wobei er zumeist als Drehbuchautor, Regisseur und Produzent zugleich wirkte. Außerdem arbeitete er als Regisseur für die Canadian Broadcasting Corporation und Atlantis Films of Toronto und unterrichtete an der University of British Columbia, am Emily Carr Institute of Art + Design und der Vancouver Film School. Er verfasste auch drei Romane.

## Filmografie
- 1968: Great Coups of History
- 1970: Proxyhawks
- 1975: The Elsewhere War
- 1976: The Deserter (Fernsehserie)
- 1982: Deserters
- 1985: Overnight (oder: Not Another Dirty Little Movie)
- 1986: Airwaves [2] (Gemeinschaftswerk mit Susan Martin, Janice Platt, G. Scott LaBarge, Otta Hanus, Steve DiMarco, F. Harvey Frost, Seaton McLean, Richard Flower)
- 1987: Lunch Date, (The Way We Are, Fernsehserie)
- 1988: Kingsgate
- 1992: The Portrait
- 1997: Silence